# Tangará (Río Grande del Norte)
Tangará es municipio del estado brasileño del Rio Grande do Norte, localizado en la microrregión de la Borborema Potiguar, a 82 km de Natal, capital del estado. De acuerdo con el censo realizado por el Instituto Brasileño de Geografía y Estadística en el año 2010, su población es de 14175 habitantes. El día 26 de noviembre de 1953, por la Ley n.º. 931, el poblado fue elevado a la condición de distrito, el que le dio relativa autonomía política. Solamente el 31 de diciembre de 1958, por la Ley n.º. 2.336, Tangará fue separado de Santa Cruz y elevado a la categoría de municipio del estado de Rio Grande do Norte, acto consumado con la instalación de su primer gobierno municipal, el día 28 de enero de 1959.